# Devilish Act of Creation
Devilish Act of Creation – debiutancki album studyjny polskiej grupy muzycznej Thy Disease. Wydawnictwo ukazało się w 2001 roku nakładem wytwórni muzycznej Metal Mind Productions. Nagrania zostały zarejestrowane w Yaro Home Studio w Skawinie pomiędzy sierpniem a wrześniem 2001 roku we współpracy z Jarosławem Baranem. Gościnnie w nagraniach wzięła udział Anna Wojtkowiak, która zaśpiewała w interpretacji utworu "Frozen" z repertuary Madonny.

## Lista utworów
Opracowano na podstawie materiału źródłowego.
1. "Condemniation of Whores" (sł. Psycho, muz. Yanuary) – 0:54
2. "Angel Ashamed" (sł. Psycho, muz. Yanuary) – 2:57
3. "Impure Lust" (sł. Psycho, muz. Yanuary) – 4:02
4. "Crashing the Soul" (sł. Psycho, muz. Yanuary) – 5:09
5. "Finding God" (sł. Psycho, muz. Yanuary) – 4:31
6. "The Wish" (sł. Psycho, muz. Yanuary) – 4:23
7. "New Slaughter" (sł. Psycho, muz. Yanuary) – 4:30
8. "Art of Decadence" (sł. Psycho, muz. Yanuary) – 5:48
9. "Cursed" (sł. Psycho, muz. Yanuary) – 3:58
10. "My Serpent" (sł. Psycho, muz. Yanuary) – 3:45
11. "Frozen" (cover Madonny) (sł. i muz. Madonna, William Orbit, Patrick Leonard) – 4:37
12. "Act of Creation" (sł. Psycho, muz. Yanuary) – 2:08

## Twórcy
Opracowano na podstawie materiału źródłowego.

- Michał "Psycho" Senajko – wokal prowadzący
- Dariusz "Yanuary" Styczeń – gitara prowadząca
- Piotr "Pepek" Woźniakiewicz – gitara rytmiczna
- Marek "Marcotic" Kowalski – gitara basowa
- Jakub "Cube" Kubica – instrumenty klawiszowe
- Krystian "Pinocchio" Skowiniak – perkusja
- Anna Wojtkowiak – gościnnie wokal
- Jarosław Baran – inżynieria dźwięku, mastering
- Mariusz Mazgaj – zdjęcia
- Jarosław Kubicki – zdjęcia
- Jarosław "K'hall" Kubicki – opracowanie graficznie